# Groupe Union Défense
El Groupe Union Défense (originalment anomenat Groupe Union Droit), més conegut com GUD, fou un sindicat d'estudiants francès d'extrema dreta. El GUD va començar les seves activitats a la Universitat Panthéon-Assas, una reconeguda escola de dret de París. Amb vinculacions històriques al Front Nacional, el 2017 va iniciar un període d'inactivitat, fusionant-se amb Bastió Social.

## Ideologia
Formada com a organització juvenil anticomunista d'extrema dreta, a mitjan dècada de 1980, la GUD es va tornar cap al suport dels moviments de la Tercera Posició i les teories Nacional-revolucionàries. La GUD va prendre com a símbol la creu cèltica i les rates negres còmiques. Alguns grups musicals del rock identitari francès (Rock Identitaire Français) tenien connexions amb la GUD.

## Història
La GUD va ser fundada el 1968 sota el nom de Union Droit a la Universitat Panthéon-Assas per Alain Robert, Gérard Longuet, Gérard Ecorcheville i alguns membres del moviment polític Occident. Altres membres del GUD van participar en la fundació d'Ordre Nouveau el 1969.
Durant els anys setanta i principis dels vuitanta, vinculats a les Parti des Forces Nouvelles (PFN), el GUD va publicar la revista satírica mensual Alternative.
El 1984, una llista de la Union des étudiants de droite (UED), sindicat "nascut sobre les cendres de la GUD", va participar en les eleccions de delegats estudiantils al consell d'administració de Sciences Po Paris. En sisè lloc apareix el nom de Nathalie Ducoulombier, nom de soltera de Nathalie Loiseau, qui posteriorment seria directora de la École nationale d'administration (2012-2017), ministra encarregada d'Assumptes Europeus (2017-2019) i diputada europea (des de 2019), com a part del moviment polític d'Emmanuel Macron, Renew Europe.
El 9 de maig de 1994, Sébastien Deyzieu, membre de GUD va morir després d'enfrontaments entre nacionalistes i policies antidisturbis. Després d'aquest esdeveniment, alguns grups nacionalistes francesos van formar una organització paraigua, el Comité du 9-Mai (C9M) i realitzen anualment marxes commemoratives a París el 9 de maig.
Frédéric Chatillon va ser president de la GUD entre 1991 i 1995 i més tard es va convertir en l'assessor estratègic de Marine Le Pen i director de campanya del Front National.
El 1998, el Grup es va unir amb Jeune Résistance i la Union des cercles résistance, filials del grup Nouvelle Résistance, sota el nom de Unité Radicale, dissolt després de l'intent fallit d'assassinat de Maxime Brunerie contra el president Jacques Chirac.
El 2004, el GUD es va refundar sota el nom de Ressemblement étudiant de droite. La seva publicació és Le Dissident. Al llarg de la seva trajectòria, va mantenir una relació amistosa amb el moviment neofeixista CasaPound d'Itàlia i amb la seva organització juvenil Blocco Studentesco, i van realitzar diverses accions violentes. El 2017, membres del GUD van ocupar un edifici a Lió. Posteriorment van fundar el moviment polític Bastió Social.

### Connexions amb el Front Nacional
Després de restablir el GNU a principis dels anys noranta, hi va haver un acostament al Front Nacional. Després de l'escissió del partit entre els dos líders Jean-Marie Le Pen i Bruno Mégret, el GUD va fer costat a Megret. Avui, el GUD s'adhereix al FN de Marine Le Pen. Segons documents interns, l'any 2011 hi va haver una reunió entre membres del Front National, diversos activistes de la dreta i el cap de la UDJ de Lió, Steven Bissuel. Es van planificar campanyes conjuntes i una estratègia de premsa coordinada.

### Finançament
El GUD va trobar el seu primer finançament proporcionant serveis de seguretat per a la campanya presidencial de Georges Pompidou el 1969. També va oferir serveis de seguretat per a les campanyes presidencials de Valéry Giscard d'Estaing el 1974 i 1981, així com la de Raymond Barre el 1988.
Segons el diari L'Humanité l'any 2012, Síria va finançar obres i campanyes de comunicació de la GUD.

## Membres destacats

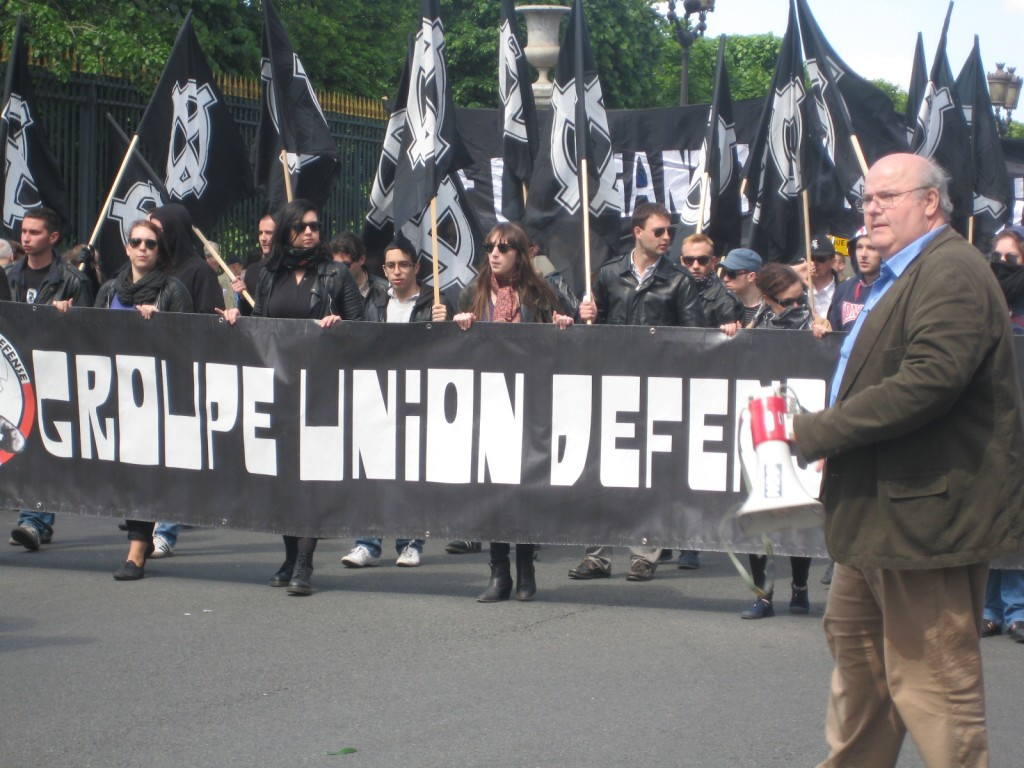
Membres del GUD durant una manifestació a París el 2012.

### Presidents
- 1968-1972: Alain Robert
- 1972: Patrice Janeau
- 1972-1973: Bernard Houdin[30]
- 1973-1974: Roland Poynard[31]
- 1974-1975: Gilles Soulas[32]
- 1975-1976: Philippe Péninque[33]
- 1976-?: Jean-François Santacroce[32]
- 1981-1983: mise en sommeil du GUD[34]
- 1983-?: Fabrice Saulais, dit Arnaud Lutin[32] · [31]
- ?-?: Frédéric Pichon[35]
- 1988: Christophe Pierre[36]
- 1988-1991: William Bonnefoy[34]
- 1991-1995: Frédéric Chatillon[34]
- 1995-1998: Guillaume Coudroy[34]
- 1998-2000: Benoît Fleury[37]
- 2000-2002: Gaëtan Dirand[34]
- 2002-2009: projecte en pausa
- 2009-2012: Édouard Klein[38]
- 2012-2017: presidència ad hoc
- 2017: projecte pausat i integrat a Bastion social

### Voluntaris militars
Alguns membres de la GUD van lluitar en la Guerra Civil Libanesa el 1976, la Guerra d'Independència de Croàcia en la dècada de 1990 i a Birmània durant el conflicte de Karen. El 1985, membre del GUD Jean-Philippe Courrèges va ser assassinat en acció lluitant pel KNLA.
Els membres de GUD han tingut vincles amb el Departament de Protecció-Seguretat, que és l'organització de seguretat del partit polític d'extrema dreta Agrupació Nacional. L'exmembre de la GUD Alain Orsoni va ser membre del FLNC.